# Libav
 (mars 2018).
Libav est un projet logiciel qui produit des bibliothèques et des programmes libres pour la manipulation de données multimédia.

## Historique
Le projet a commencé comme un fork de FFmpeg en 2011.
Après un démarrage rapide, il a progressivement été rattrapé par FFmpeg. En 2023 Libav est un projet abandonné dont la dernière version date de 2018, les développeurs libav historiques étant revenus à FFmpeg, se consacrant à d'autres projets multimédia comme le codec vidéo AV1, ou ayant abandonné le développement multimédia.